# Elton John Band

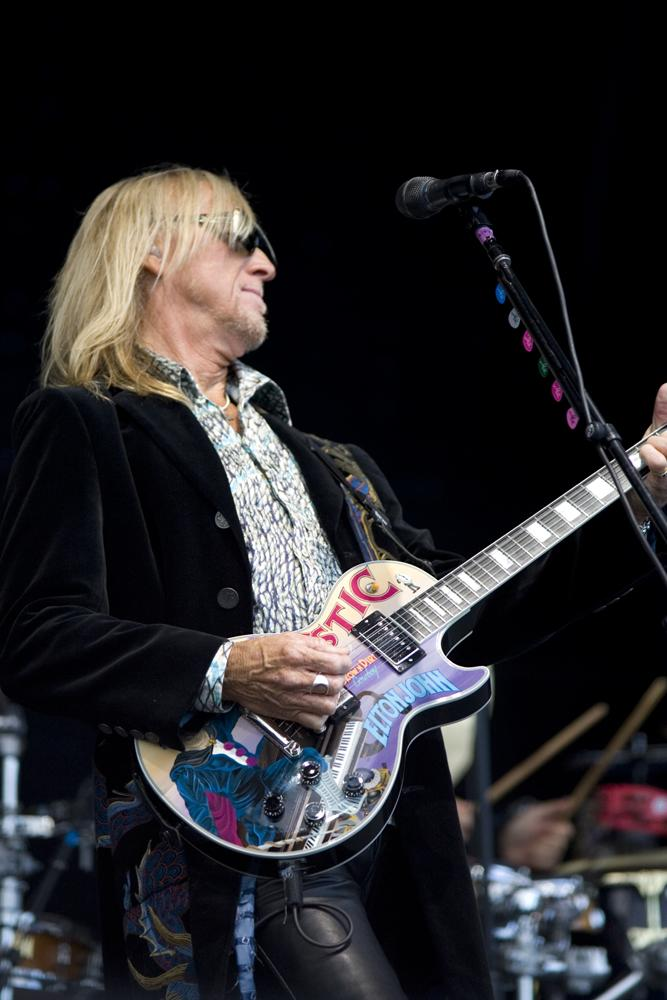
Davey Johnstone, tra i membri più longevi della Elton John Band

La Elton John Band è il progetto solista dell'artista britannico Elton John, da egli fondata nel 1970. I suoi componenti, inoltre, accompagnano Elton in concerto praticamente ovunque. Nel 1979 fu il primo gruppo musicale ad andare in tour in Israele e in Russia.

## Storia

### Gli inizi
La Elton John Band si formò nel 1970 e inizialmente era un quartetto composto da Elton John al pianoforte e alla voce, Caleb Quaye alla chitarra, 
Dee Murray al basso, e Nigel Olsson, ed esordì discograficamente con l'album Tumbleweed Connection. Nel 1971 fece il suo ingresso nella band Davey Johnstone, che suonò nell'album Madman Across the Water. Ray Cooper ha iniziato a suonare con la band come percussionista nel 1973, anche se non è diventato un membro a tempo pieno della band fino al 2016. Il suo arrivo diede vita alla formazione classica della band, che suonò negli album Honky Château, Don't Shoot Me I'm Only the Piano Player, Goodbye Yellow Brick Road, Captain Fantastic and the Brown Dirt Cowboy, e fece diversi tour mondiali. 

### Anni 1970-1980
Nel febbraio 1975, il singolo "Philadelphia Freedom" fu accreditato alla Elton John Band, insieme al lato B del singolo "I Saw Her Standing There" (registrato dal vivo con John Lennon al Madison Square Garden) e alla cover del 1974 di "Lucy in the Sky with Diamonds" (che vedeva anche Lennon ai cori e alla chitarra). 

### Anni novanta e presente
John Mahon si è unito alla band nel 1997 e Kim Bullard e Matt Bissonette si sono uniti alla band rispettivamente nel 2009 e nel 2012. John, Olsson, Johnstone e Cooper sono gli unici membri rimasti della formazione classica della band nei primi anni '1970. Nel 2016, questa formazione della band si è unita a John per il tour Wonderful Crazy Night, e due anni dopo si è unita a John per il tour di concerti Farewell Yellow Brick Road, che è stato l'ultimo tour di John e della sua band composto da più di 300 concerti in tutto il mondo.
Alla fine della prima tappa del tour, il 18 marzo 2019, il tour Farewell Yellow Brick Road ha incassato oltre 125 milioni di dollari e ha vinto un Billboard Music Award nella categoria Top Rock Tour. La tappa in Oceania è diventata il tour con il maggior incasso del 2020, terminando poco prima che il tour venisse messo in pausa nel 2020 e nel 2021 a causa della pandemia di COVID-19. Nel gennaio 2022, il tour è ripreso e le date per il 2020 e il 2021 sono state riprogrammate al 2022 e al 2023. È stato anche annunciato da Olsson che i membri della band avrebbero indossato maschere e si sarebbero sottoposti a test ogni due giorni durante il tour. ] Due concerti a Dallas sono stati rinviati dopo che John è risultato positivo al COVID-19 e ha iniziato a manifestare lievi sintomi della malattia. Questi concerti di Dallas sono stati ripresi dopo che John si è completamente ripreso dal virus. 
John e la sua band sono stati in tour in tutto il Regno Unito e in Europa (compresi i concerti a Liverpool e Watford) all'inizio del 2022 e hanno fatto tre concerti consecutivi al Dodger Stadium alla fine del 2022. Il 2 dicembre 2022 John ha annunciato che l'ultima tappa del tour nel Regno Unito sarebbe stata l'headliner del festival di Glastonbury nel 2023, dicendo "Non c'è modo più appropriato per dire addio ai miei fan britannici". Il tour si è concluso dopo un'esibizione a Stoccolma l'8 luglio 2023 ed è diventato il tour di concerti con il maggior incasso di tutti i tempi.

## Formazione

### Attuale
- Elton John - voce, pianoforte (1970-presente)
- Davey Johnstone - chitarra (1971-presente)
- Kim Bullard - tastiere (2009-presente)
- Matt Bissonette - basso (2012-presente)
- Nigel Olsson - batteria (1972-presente)
- John Mahon - percussioni  (2000-presente)
- Ray Cooper - percussioni (2005-presente)

### Membri precedenti
- Caleb Quaye - chitarra (1970-1971)
- Dee Murray - basso (1970-1974; 1980-1986)
- James Newton Howard - tastiera (1975-1988)
- Kenny Passarelli - basso (1974-1976)
- Herbie Flowers - basso (1976-1978)
- Marcus Miller -  basso (1978-1980)
- Dean Parks - chitarra (1983-1986)
- David Paton -  basso (1985-1991)
- Pino Palladino - basso (1991-1995)
- Charlie Morgan -  batteria (1985-1988)
- Martin Jenner - chitarra (1975-1976)
- Fred Mandel - tastiera (2001-2009)
- John Jorgenson - chitarra (2000-2009)
- Jonathan Moffett - batteria (1988-1990)
- Guy Babylon - tastiera (1995-2001)
- Greg Wells - tastiera (1993-1995)
- Bob Birch -  basso (1997-2012)